# Први рат за уједињење Италије
Први рат за уједињење Италије (италијански: Prima guerra d'indipendenza italiana), као део италијанског Ризорђимента, вођен је од 23. марта 1848. до 22. августа 1849. године између Аустријског царства са једне и италијанских држава предвођених Сардинијом са друге стране. Уследио је након избијања револуције 1848. године у бројним италијанским државама (Сардинија, Сицилија, Милано, Венеција), а завршен је неуспешно. 

## Узроци
Узрок кризе из 1846. године, као и оне из 1788. године, може се видети у метеоролошким неприликама; превише кишовито пролеће и изузетно суво лето. Последица тога је веома лоша жетва. Неродне године низале су се још од 1842. што доводи до смањења производње кромпира. Кромпир је од 17. века омогућавао најсиромашнијим Европљанима да живе, замењујући им хлеб. Посебно су биле страшне последице болести кромпира у Ирској где је завладала глад каква је непозната већ два века. Мере владе биле су недовољне. Сељаци су били доведени дотле да једу траву и земљу. Преко милион Ираца напустило је острво и склонило се, пре свега, у Сједињене Америчке Државе. Пораст цене је негде био и двоструки. У Француској, код Бордоа, маскирани људи приморавају земљопоседнике да жито шаљу на пијаце. Уследила су многобројна хапшења. Приказивало се као да су комунисти покретачи побуне. На северу су 43 особе осуђене на затворске казне; међу њима и једанаестогодишње дете. Радник који је украо хлеб осуђен је на 5 година затвора и 10 година судског надзора. Нереди у Енглеској нису били тако озбиљни. У Немачкој је априла 1848. године дошло до „буне због кромпира“ када се пљачкају месарнице, пекаре и бакалнице. Владе су интервенисале са закашњењем. Најпре су забраниле извоз жита. Жито из иностранства могло се увозити без царине. Криза из 1846—7. године није била само криза пољопривреде. Погођене су, такође, и индустрија и финансије. Прва жртва кризе била је текстилна индустрија. Фабрике су затваране, а радници су остајали без посла. Смањују се количине транспортоване робе, те пропада и железница. Опада потрошња угља за петину, а количине ископане руде за половину. Рудници гвожђа отпуштају петину својих радника. Криза је захватила и трговину и банкарство. 
Јавно мњење је за кризу оптуживало владе. Мере које су владе предузеле због наступеле кризе су закаснеле и недовољне. Политичка ускомешаност нарочито је била изражена у пет земаља: Швајцарској, Францсукој, Немачкој, Пољској и Италији. У Италији, економску кризу прати политичка. Прворазредан догађај у италијанској револуцији је избор кардинала Мастаји-Феретија за папу под именом Пије IX (1846—1878). Он је сматран за либералног папу. Био је млад (54 година), пропутовао је свет (послат је 1823. године у Јужну Америку да призна Аргентинску републику и Чиле и тамо реорганизује католичку цркву). Био је први папа који је посетио Америку. Интересовао се и за социјалне проблеме; био је на челу управе болнице Сан Микеле. Први поступци потврдили су мишљење о папи Пију као либералу. Он је распустио Специјалну изванредну комисију установљену 1843. године како би судила због побуна. Убрзо је прогласио општу амнестију. У Риму му се кличе и називан је „ослободиоцем“. Италијанске државе упућују у Рим петиције којима се траже реформе; увођење Државног савета, развој образовања, реформа пореског система, изгон Немаца, слобода штампе, оснивање Националне гарде. Пије је априла 1847. године образовао Скупштину са консултативном улогом, али у коју су бирана световна лица. Такође је основао и министарско веће у коме су сви министри били кардинали и свештена лица, али је дозвољено да се убудуће бирају и световна. Револуционарима су ове мере биле недовољне, а конзервативцима превише либералне. У Ромањи избијају туче између присталица и противника новог папе. Врење у Италији добило је анти-аустријски каракер. На страну новог папе стаје краљ Пијемонта (Сардиније), Карло-Алберт, такође присталица револуције и уједињења. 

## Избијање устанака
Од новог папе Пија IX очекивало се уједињење Италије. Писма охрабрења упутили су му Ђузепе Мацини (вођа Младе Италије) и Ђузепе Гарибалди (који је у то време боравио у Монтевидеу бранећи Уругвај од аргентинске републике). Међутим, остварења новог папе била су безначајна. У Краљевини Двеју Сицилија (Напуљу), ствари су кренуле револуционарним током. Краљ је, заплашен, отпустио своје конзервативне министре и заменио их либералним. У Напуљу су формирани револуционарни комитети; манифестације су сурово сузбијане, а многи грађани, па чак и племићи, хапшени. Сицилијански револуционар Ла Маза, који је прогнан из Напуља, потајно се вратио и покренуо револуцију у Напуљској краљевини. Она је најпре избила на Сицилији, у Палерму, 12. јануара 1848. године. Краљ Фердинанд II обећао је 29. јануара Устав. Устав је проглашен 11. фебруара. 
На вест о догађајима на Сицилији, устанак је избио у Ђенови (Пијемонту). Карло Алберто је најавио нови Устав, увећао је слободу штампе и увео верску слободу. Врење у Милану претворило се почетком јануара у побуну. Уследила је сурова аустријска репресија. Томазео и Данијел Манин, вође побуне, ухапшени су. У Фиренци је велики војвода донео устав којим је установљена једнакост грађана. У Риму, папа Пије даје свој благослов „Италији“, алудирајући на италијанску конфедерацију. Револуција у Италији се даље кретала спорим током, све док јој подстрек 24. фебруара није дала париска револуција. 
Фебруарски догађаји у Паризу дали су маха револуцијама у Италији. Карло Алберто је прогласио Устав којим је уведен парламентарни режим у Пијемонт. Овакав режим биће примењиван и у Краљевини Италији од 1860. до 1922. године, а теоријски чак до 1946. године. Карло Алберто је Италији дао и заставу прихватајући 14. марта зелено-бело-црквену тробојку која је била застава миланске Националне гарде 1796. године, затим Циспаданске и Цисалпинске републике, Италијанске републике и Краљевине Италије (1805—1814). Тробојка ће након проглашења републике 1946. године постати застава модерне Италије. Марта 1848. године формирана је нова влада на челу са Чезарем Балбом која је наставила са спровођењем реформи. У Риму је папа Пије прогласио маја 1848. године Устав којим су политичка права призната само католицима.

## Избијање рата
Најзначајнији догађаји збијали су се у ломбардско-венецијанској области јер су они изазвали рат са Аустријом. Патриоти су изазвали штрајк у трговини дуваном и лутријом што је изазвало сукобе између становника Милана и аустријских трупа генерала Јозефа Радецког. Сваког дана дешавали су се нови инциденти; напетост је расла. Побуну у Милану, познату као „Пет дана Милана“ (18-22. март 1848.) изазвале су вести из Беча о Метерниховом паду (14. март) и укидању цензуре (18. март). Устаници су 17. марта напали владину палату, на шта је Радецки 18. марта наредио својим трупама да окупирају град. Било је касно; улице су већ биле начичкане барикадама. Устаници су одбили понуђено примирје. Милано је 23. марта био ослобођен. Аустријанци су изгубили између 600 и 4000 људи. Вести из Беча су и у Венецији изазвале сличне последице. Данијел Манин је тражио да се поново успостави Млетачка република. Манин је постао њен први председник. Аустријске трупе се повлаче. Побуном Милана и Венеције избио је рат италијанских држава против Аустрије. Након ослобађања Милана, Карло Алберто је од стране либерала приморан да Аустрији објави рат. У Милану је формирана привремена влада. Она је била подељена на Фусионисте (присталице уједињења са Венецијом и Ђеновом) и Републиканце. Тоскански војвода изјавио је да жели у рат. Чак је и папа Пије пустио невелику дивизију од командом генерала Дуранда ка северу. Међутим, папа је 29. априла одржао говор у коме је званично одбио да објави рат Аустрији. То је ставило тачку на мир о „либералном папи“. Од тада по први пут се на улицама Рима демонстрира против папе. 

## Ток рата

### Аустријски порази
Напуљски краљ био је заузет унутрашњим проблемима. Сицилија је прогласила одцепљење и 25. марта је у Палерму сазван Сицилијански парламент. Парламент краљевине истовремено је сазван у Напуљу. У Напуљу, након сазнања о „пет дана Милана“ избијају демонстрације против недовољно либералног Устава. Сицилијански парламент је истовремено прогласио свргавање Бурбона. 
У Северној Италији се, тако, нашло свега 40.000 сардинијских војника, мршави одреди Ломбардије-Венеције и одред из Америке који је сакупио Гарибалди, слаби тоскански и напуљски контингенти и колебљиве римске трупе под генералом Дурандом. Радецки, коме је у појачање дошао генерал Нугент, кренуо је у офанзиву. 
У Напуљу су на сам дан почетка рада Напуљског парламента избили озбиљни немири. Фердинанд II је покренуо војску те је било више од 150 погинулих. Лазарони (припадници најнижег слоја напуљског становништва) су пљачкали град. Фердинанд је позвао трупе генерала Пепеа да се врате из Северне Италије како би браниле Напуљ. Дурандо је потучен код Виченце од стране аустријске војске. Падом Виченце пресечене су везе између сардинско-ломбардских снага са једне, и Венецијанаца са друге стране. Римљани и Напуљци се повлаче. Парма, Пјаченца и Модена изгласале су припајање Пијемонту, а јуна 1848. године Пијемонту је припојена и Ломбардија и венетске области Падове и Виченце. Радецки је због тога наставио офанзиву. Велика битка вођена је код Кустоце 25. јула 1848. године. Аустријанци односе велику победу. Карло Алберто приморан је да тражи примирје. Након пада Милана, генерал Саласко добио је наређење да са Аустријанцима уговори примирје под било којим условима. 
Саласково примирје (7. август 1848.) предвиђало је да Аустрији буде враћена венетска област са Пармом и Моденом. О судбини Ломбардије није пала одлука, али је она била под аустријском окупацијом. Саласково примирје изазвало је огорчење у Венецији и Торину. Влада у Пијемонту је збачена, а град Венеција је изгласао припајање Пијемонту. У ствари, Венеција је прогласила независност и привремену владу, на челу са Манином. Данијел Манин је обновио Млетачку републику (1848—9). 

### Пораз устанка
Саласково примирје одузело је Карлу Алберту углед који је имао. На јесен и зиму 1848/9. године у Пијемонту се води борба између станке која је подржавала комунални федерализам (муниципали) и демократа. Демократе односе победу и образују нову владу на челу са Ђобертијем као председником и Ратацијем као министром унутрашњих послова. Демократе су захтевале да се рат настави. Ђоберти је настојао да преузме команду над војском од краља. Приморан је на оставку фебруара 1849. године, а Ратаци је саставио нову владу. Ратно стање је обновљено. Аустријанци односе одлучујућу победу у бици код Новаре (23. март) која је, у ствари, означила и крај револуција у Италији. Карло Алберто је абдицирао у корист свог сина Виктора Емануела II који је са Аустријом склопио мир одричући се било каквог територијалног проширења и сваког облика пружања подршке италијанском уједињењу. Морао је платити и велику ратну одштету. Претња Француза спречила је Аустринаце да окупирају Пијемонт. 
У Тоскани је Скупштина предложила да се сазове јединствена Италијанска уставотворна скупштина по узору на франкфуртски Парламент у Немачкој. Велики војвода Тоскане побегао је у Гаету, као и папа Пије. Тосканом је овладао тријумвират на челу са Гверацијем. Његова влада оборена је након пораза Пијемонта код Новаре. Аустријанци су ушли у Фиренцу маја 1849. године. Велики војвода обновио је своју власт.
На Сицилији је Парламент распуштен краљевом наредном. Међутим, краљ није могао да натера устанике да га послушају. Он је део своје војске послао у Калабрију која је угушила побуну тек јула. Побуна се продужила у облику хајдучије. Напуљски парламент, за то време, тражи од Фердинанда да се придружи рату против Аустрије. Фердинанд се отарасио парламентарне опозиције и кренуо у освајање Сицилије. Сицилијански парламент објавио је јула 1848. године нов устав којим је острво претворено у независну краљевину. Круна је понуђена Виктору Емануелу, сину Карла Алберта, али ју је он одбио. Напуљске трупе су се септембра 1848. године искрцале код Месине. Наишле су на слаб отпор. Парламент је позвао Сицилијанце на општи устанак. Али, генерал Филанђери објавио је да краљ опрашта устаницима. Уз посредовање Велике Британије и Француске, закључено је примирје које је, међутим, напуљски краљ раскинуо и наставио операције 19. марта 1849. године. Устанак је коначно окончан 15. маја 1849. године када су Напуљци заузели Палермо. 
После Саласковог примирја, папа Пије је у Риму образовао нову владу на челу са Французом Пелегрином Росијем. Он се борио за образовање италијанске конфедерације. Убијен је од стране непознате групе људи на улици. Избиле су демонстрације које су приморале папу Пија на побегне из Рима у Гаету (део Напуљске краљевине). Демократи су загосподарили градом и створили 9. фебруара 1849. године Римску републику. Световна власт папе је укинута. Након пораза Пијемонта код Новаре, папа позива Аустријанце да интервенишу у Риму. Интервенцију су, међутим, предузели Французи желећи да спрече ширење аустријског утицаја у Риму. Војску је предводио генерал Удино. Французи су јула 1849. године ушли у Рим. Римска република је укинута, а Французи су овладали градом чиме је створено „римско питање“ које ће наредну двадесет и једну годину бити доминантно на међународној политичкој сцени. 
Обновљеном Млетачком републиком управљао је тријумвират на челу са Манином. Он је, након сазнања вести од поразу код Новаре, добио неограничена овлашћења и задатак да организује одбрану. Гарибалди је узалуд покушавао да помогне устаницима. Принуђен је да преко Алпа бежи из Италије. Тада му је умрла жена Анита, а идућих 10 година водио је пустоловни живот. Аустријанци су ушли у Венецију 26. августа. 
Пад Венеције и одлазак Мацинија и Гарибалдија означио је крај револуције у Италији 1848. године. Она није успела, јер се Италијани нису ујединили. Шири разлог за неуспех италијанске револуције јесте неуспех европске револуције. Постоје и посебни, италијански разлози: разједињеност италијанских револуционара, узајамно неповерење држава, недовољност друштвених реформи које нису могле да поведу и сељачке масе за грађанским вођама револуције.

## Последице
После пораза револуција, у Хабзбуршкој монархији обновљен је апсолутизам који носи назив „неоапсолутизам“ или „Бахов апсолутизам“ по презимену његовог главног протагонисте, Александра Баха. У свим државама Италије, сем у Сардинијској краљевини, завладала је жестока реакција. Уставни режими су свуда, сем у Пијемонту, укидани. Аустријски фелдмаршал Радецки затворио је ломбардске области и Венецију осталом свету, нарочито Пијемонту и Швајцарској. Уведена је најстрожа цензура, а полицијска и судска гоњења либерала су честа. Мацинијеви следбеници покушавају да 1854. године подигну нове завере; али безуспешно. У Модени и Парми завладали су тирански режими, док је нешто блажи режим био у Великом Војводству Тоскани. Папа Пије IX је у Папској држави обновио апсолутистички поредак од пре 1846. године. Француске трупе биле су и даље присутне у његовој држави. Најважније државне функције поново су пале у руке свештеника. Најсвирепији режим завладао је у Напуљској краљевини. Краљ Фердинанд II тада је добио надимак „краљ-бомба“. Његова реакција није могла да смири стање у Краљевини Обеју Сицилија; завере и атентати смењивају се на читавој територији државе. 
Упркос политичкој реакцији након гушења револуција, Италију је средином века захватио општи економски полет, који је најприметнији у Пијемонту. Он је 1858. године имао 5 милиона становника и већ 900 km железнице. Развој индустрије довео је до повећања градског становништва и повећања потрошње пољопривредних производа што је довело до њиховог скока цена и просперитета у пољопривреди. Краљевина Двеју Сицилија и Папска држава знатно спорије се развијају. У то време преовлађују две струје, односно политичке концепције о путевима којима уједињење треба постићи. Прва је републиканска концепција Ђузепеа Мацинија, који се залагао за уједињење путем буржоаско-демократске револуције. Друга, тада знатно реалнија, била је струја сардинског краља Виторија Емануела II и Камила Бенца ди Кавура, која се састојала у програму окупљања свих италијанских патриота око сардинске династије и свих италијанских држава око Пијемонта. Овој концепцији прилазе и Данијел Манин и Ђузепе Гарибалди. Централна фигура ове концепције је Камило ди Кавур (1810—1861). 